# 56e brigade d'infanterie (Royaume-Uni)
Pour les articles homonymes, voir 56e brigade.
La  56e brigade d'infanterie britannique (en anglais 56th Infantry Brigade)  est une brigade d'infanterie de la British Army (armée de terre britannique). Elle participa à plusieurs batailles au cours de la Seconde Guerre mondiale dont la bataille de Normandie.